# Cerastium purpusii
Cerastium purpusii är en nejlikväxtart som beskrevs av Jesse More Greenman. Cerastium purpusii ingår i släktet arvar, och familjen nejlikväxter. Inga underarter finns listade i Catalogue of Life.